# Francisco Ximénez
Francisco Ximénez de Quesada o Francisco Jiménez de Quesada, OP (Écija, 23 de noviembre de 1666 - Guatemala, 1722) fue un fraile dominico español reconocido por su conservación del narrativo Popol Vuh, un libro sagrado de los mayas. Su versión está conservada en columnas paralelas en quiché y en español; sin embargo, investigaciones posteriores han demostrado que el padre Ximénez modificó las traducciones de los textos para facilitar la introducción de la doctrina cristiana entre los indígenas guatemaltecos.

## Biografía

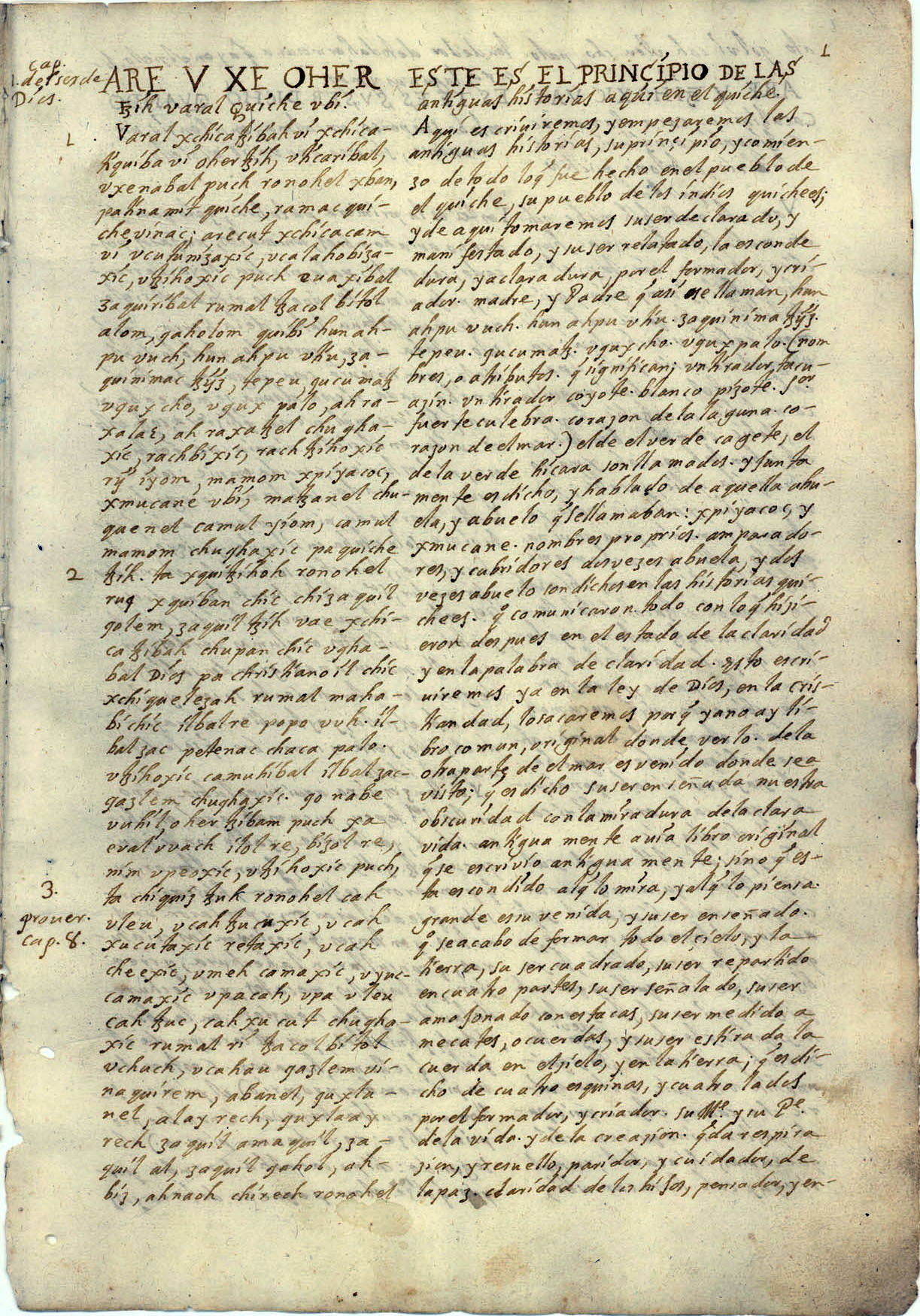
Primera página del manuscrito del Popol Vuh, guardado en la Biblioteca Newberry, Chicago, Colección Ayer.

Ximénez llegó a Guatemala en el año de 1688 como acólito y empezó a aprender la lengua quiché. Habiendo cumplido su noviciado, en 1691 fue enviado a San Juan Sacatepéquez y más tarde a San Pedro de las Huertas, barrio indígena en Santiago de los Caballeros de Guatemala, donde aprendió kaqchikel. En diciembre de 1693, Ximénez fue elevado al puesto de Cura Doctrinero y quedó encargado del oficio por diez años. En 1701, sin embargo, fue transferido a Santo Tomás Chichicastenango (Chuilá) donde se cree que aprendió del narrativo indígena e hizo su transcripción/traducción. 
En 1704, el padre Ximénez fue nombrado cura de Rabinal, y en 1705 fue nombrado vicario y predicador general del mismo distrito hasta 1714.
En 1717 la ermita de Candelaria en la ciudad de Santiago de los Caballeros fue destruida por el terremoto de San Miguel, y Ximénez fue el promotor de la reconstrucción de ese templo, localizado en el barrio en donde también estaba el Convento de Santo Domingo en esa ciudad.

## Escritos y traducciones

### El Popol Vuh
Se ha teorizado que la primera versión del Popol Vuh fue una obra escrita alrededor del año 1550 por un indígena que, luego de aprender a escribir con caracteres latinos, capturó y escribió la recitación oral de un anciano. Pero este hipotético autor «nunca revela la fuente de su obra escrita y en su lugar invita al lector a creer lo que quiera del primer folio recto», la cual utilizó Ximénez para hacer la traducción del libro. Si existiera tal documento, dicha versión habría permanecido oculta hasta el período 1701-1703, cuando Ximénez llegó a ser cura doctrinero de Santo Tomás Chichicastenango (Chuilá).
Ximénez transcribió y tradujo el texto en columnas paralelas de k'iche' y español y más tarde hizo una versión en prosa que ocupa los primeros cuarenta capítulos del primer tomo de su Historia de la provincia de Santo Vicente de Chiapa y Guatemala que empezó a escribir en 1715.  Los trabajos de Ximénez permanecieron archivados en el Convento de Santo Domingo hasta 1830, cuando fueron trasladados a la Escuela de Ciencias de Guatemala tras la expulsión de los dominicos de los estados de la Federación Centroamericana. En 1854 fueron encontrados por el austríaco Karl Scherzer, quien en 1857 publicó el primer tallado de Ximénez en Viena bajo el título primitivo Las historias del origen de los indios de esta provincia de Guatemala. Por su parte, el abad Charles Étienne Brasseur de Bourbourg sustrajo el escrito original de la universidad, lo llevó a Europa y lo tradujo al francés. En 1861 publicó un volumen bajo el título Popol Vuh, le livre sacré et les mythes de l'antiquité américaine. Fue él, pues, quien acuñó el nombre Popol Vuh.
En el xx la traducción de Ximénez fue revisada por varios estudiosos, quienes determinaron que Ximénez introdujo numerosas inexactitudes, cuyo número no se puede cuantificar; además, ante la imposibilidad de efectuar un examen pormenorizado de las traducciones que hizo Ximénez del Popol Vuh, concluyeron que las traducciones eran muy infieles y que el fraile omitió traducir un elevado porcentaje del texto. Las apreciaciones se basaron en el minucioso análisis comparativo que se realizó de las primeras 1180 líneas del Popol Vuh con las dos versiones españolas del fraile. El análisis puso de manifiesto que, con el escaso conocimiento de la lengua quiché que Ximénez poseía, no pudo evitar desfigurar la obra al copiarla.  Los estudiosos también señalan que el Popol Vuh es un libro diseñado y ejecutado con conceptos occidentales porque su unidad de composición es tal que da pie para postular un solo recolector de las narraciones. Se debe tener en cuenta que el libro fue utilizado por Ximénez para evangelizar a los indígenas en su momento. Los críticos llegaron a la conclusión de que no está suficientemente establecida la medida de la interacción que Ximénez tiene con el texto y se pueden identificar algunas de las ideas contenidas en el primer folio recto como no totalmente indígenas.

### Otras obras
Existen otros dos manuscritos del fraile Ximénez: Tesoro de las lenguas Cakchiquel, Quiché y Tzutujil, en que las dichas lenguas se traducen en la nuestra española e Historia natural de la provincia de San Vicente de Chiapas y Guatemala.